# Pisidium personatum
Pisidium personatum е вид мида от семейство Sphaeriidae.

## Разпространение
Видът е разпространен в Чехия, Германия, Дания, Фарьорски острови, Финландия, Исландия, Норвегия, Швеция, Великобритания и Ирландия.

## Описание
Черупката има характерна кръгла, правилна овална форма с размери около 2,5 – 3,5 мм. Цветът е жълтеникав до сивкав.